# Idris floridensis
Idris floridensis är en stekelart som först beskrevs av Fouts 1927.  Idris floridensis ingår i släktet Idris och familjen Scelionidae. Inga underarter finns listade i Catalogue of Life.